# Heodes magnifica
Heodes magnifica är en fjärilsart som beskrevs av Pionneau 1936. Heodes magnifica ingår i släktet Heodes och familjen juvelvingar. Inga underarter finns listade i Catalogue of Life.